# F-F-F-Falling
«F-F-F-Falling» es el primer sencillo de la banda finlandesa de rock alternativo The Rasmus en su primer álbum Into. Fue lanzado el 2 de abril de 2001 por la compañía discográfica Playground Music. Fue el primer sencillo del álbum Into y cuenta con la pista "F-F-F-Falling", además de un vídeo en MPEG -format, llamado "The Rasmus en el Trabajo", que muestra cómo la banda hizo el álbum Into.

## Vídeo musical
El vídeo musical de "F-F-F-Falling" recibió un disparo en Vantaa, Finlandia del mismo año. El video muestra diferentes clips de la banda en un estudio y una chica que no le gusta ir a la escuela. Esto se relaciona con las letras "Yo no voy a la escuela todos los lunes. Tengo mi razón para dormir. No me digas cómo debería ser".
También muestra los miembros de la banda vestida con ropa de estilo de playa, y el cantante Lauri Ylönen usar toallas patinador durante la reproducción de la canción en un apartamento que se parece a un estudio de grabación. En el video de la chica se encuentra con un amigo (también una niña) en una estación de tren. Las niñas pasan mucho tiempo juntos escuchando música en una tienda (que parece ser la canción que The Rasmus juega en el apartamento) y montar en el autobús. Después cambian de ropa en la misma habitación, ir al baño en la calle, la danza en todas partes, y se besan en un coche, hasta el punto que se besan en la cama de la primera chica, lo que lleva a ellos durmiendo juntos. Por la mañana, la niña piensa en lo que ha hecho y parece que lamenta sus acciones.

## Sencillo
1. «F-F-F-Falling» – 3:52
2. «The Rasmus at Work» (video in MPEG-format) - 2:34

F-F-F-Falling CD 2
1. «F-F-F-Falling» – 3:52
2. «Smash» – 3:43

F-F-F Falling German edition
1. «F-F-F-Falling» – 3:52
2. «Smash» – 3:43
3. «Can't Stop Me» - 2:51

## Posiciones
| Año  | Sencillo        | Lista                 | Posición |
| ---- | --------------- | --------------------- | -------- |
| 2001 | «F-F-F-Falling» | Finland Singles Chart | 1        |